# Giambattista Benedetti

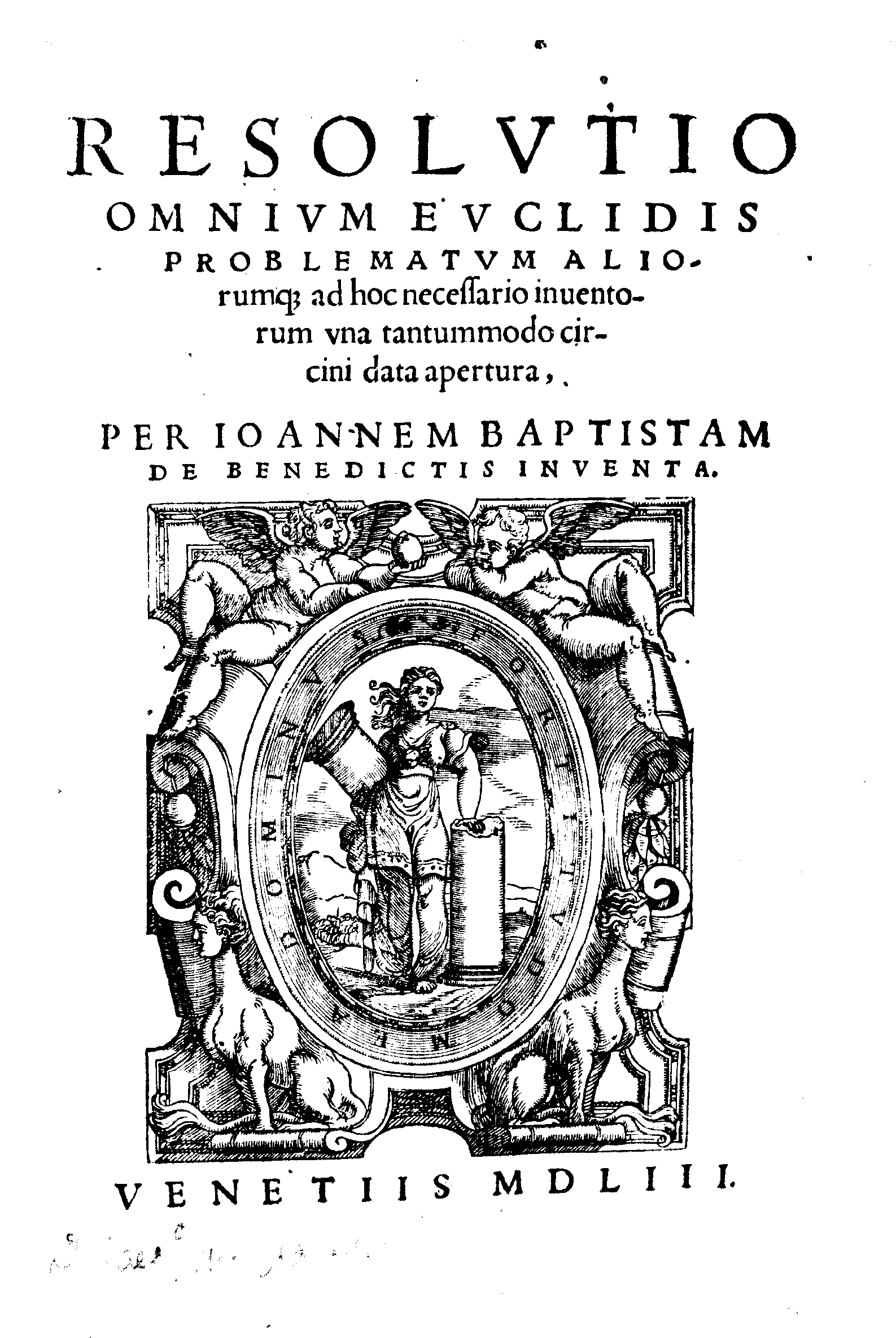
Resolutio omnium Euclidis problematum, 1553

Giambattista Benedetti (ur. 14 sierpnia 1530 w Wenecji, zm. 20 stycznia 1590 w Turynie) – włoski fizyk i matematyk. Autor prac z dziedziny mechaniki i hydrostatyki. Odkrył tzw. paradoks hydrostatyczny przed Simonem Stevinem, któremu powszechnie przypisuje się jego odkrycie. Benedetti odkrył także występowanie siły centralnej.
Pełnił funkcję nadwornego matematyka księcia Sabaudii.

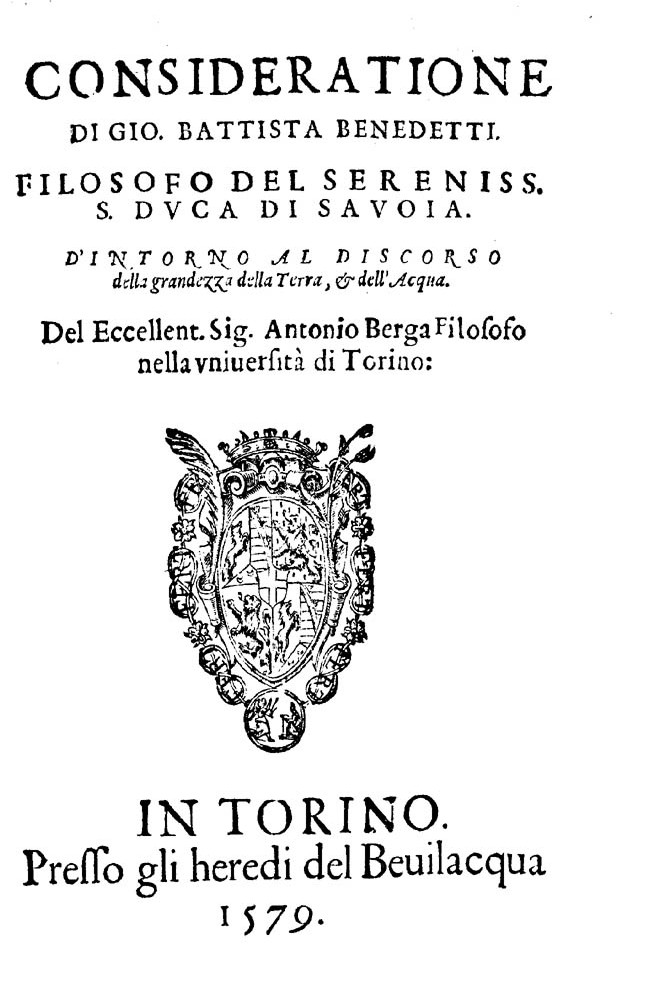
Consideratione d'intorno al discorso della grandezza della terra, e dell'acqua, 1579